# アウトストラーダ カターニア＝シラクーザ
アウトストラーダ カターニア=シラクーザは、イタリアのアウトストラーダである。カターニア環状線から始まり、道路名にはシラクーザとあるが、実際にはアウグスタの西部で、シラクーザにつながる郊外1級道路の 国道114号線に接続して終了している、延長約25キロメートル(以下 km と表記する)の道路である。
このアウトストラーダは、欧州自動車道路 E45号線の一部であり、最近A01という識別番号を付与された。(2011年までは、"新道路ANAS 339号線カターニア=シラクーザ"という暫定名称が使われていた。)不思議なことに、この道路はA18の名称が付与されているメッシーナ - カターニア区間とシラクーザ - ジェーラ区間の間にあるにもかかわらず、A18の名称が付与されていない。
このアウトストラーダは、行程全体が、片側2車線(幅員3.75メートル (以下 m と表記する)および緊急車線(幅員3 m)の構成である。この道路はANASが管理しており、通行料金は徴収されない。

## 歴史
この道路は、1970年代にさかのぼるシチリア島の主要都市間を接続するアウトストラーダを建設するためのプロジェクトから検討されていた。しかしながら、その建設工事は遅延し、その後引き続いてカターニアとシラクーザの間のように、交通量を継続的に著しく増やすためのアウトストラーダの建設を禁止する法律により凍結させられた。2001年の客観法が承認されてはじめてこのアウトストラーダは計画と建設のための資金調達を得ることができた。
インプレーザ・ピッツァロッティ & C.株式会社による建設工事は2005年3月に始まり2009年12月9日に完了した。建設費用の見積額は約8億ユーロであった。何回かの建設の遅延により開通も遅延した。2006年6月24日に、工事のクレーンが倒れ、作業員が死亡し、工事現場は一時封鎖された。2008年2月19日に、2人目の死亡事故が発生した。作業中に死亡した2人に敬意を表して、ANASは、死亡事故が発生した2つの工事現場に彼らの名前を付けることを決定した。ポルカリアと呼ばれる予定だった高架橋は、ヴェネツィアーノ(1回目の事故の犠牲者の名前)とされ、カンパーネと呼ばれる予定だったトンネルはマガヌーコ(2回目の事故の犠牲者の名前)とされた。
このアウトストラーダは2期に分けて開通した。
- 2009年7月28日:カターニアとレンティーニの区間が開通[5]
- 2009年12月10日:レンティーニとアウグスタの区間が開通

2010年6月6日に、ラグーザ県の評議員らからの苦情を受けて、ANASは国道194号ラグザーナ線に接続するレンティーニ=カルレンティーニ出口にラグーザ方面を示す表示を追加した。
2010年にユーロタップ(ヨーロッパの自動車クラブのコンソーシアム)は、サン・デメトリオトンネルに優秀賞を授与した。このトンネルは、コンソーシアムが審査し最優秀賞を授与したイタリアで最初のトンネルである。

## 欧州自動車道路
このアウトストラーダは、ノルウェーのアルタとシチリア島のジェーラを接続する欧州自動車道路 E45号線の一部分である。

## 主な構造物
- 高架橋: 12箇所、延べ延長4.163 km、長さは最短40 m から最長120 m まで
- 自然のトンネル: 5箇所、延べ延長5.888 km
- 人工のトンネル: 3箇所、延べ延長2.763 km

## 番号と名称
2011年まで、ANASの文書では、このアウトストラーダを特定するためにNSA 339(新道路ANAS339号線)という暫定名称が使われていた。また、ANASのいくつかの文書ではA01という道路識別番号が使われている。この道路識別番号A01は標識にも表示されておらず、ANASのwebサイトにも示されていない。ANASのwebサイトでは、"A Catania-Siracusa"と表示されている。オーバーパス特定標識には、通常の緑色の八角形のシンボルの代わりに、このアウトストラーダの名前の略語である”aut. CT-SR”という文言が表示されている。

## 行程
| Autostrada Catania-Siracusa |                                                |      |      |      |                |
| 種別                        | 方面                                           | ↓km↓ | ↑km↑ | 地域 | 欧州自動車道路 |
|                             | Tangenziale di Catania                         | 0.0  | 25.2 | CT   |                |
|                             | "San Demetrio"サービスエリア                   | 9.8  | -    | SR   |                |
|                             | Lentini-Carlentini-Ragusa della Costa Saracena | 11.0 | 13.7 | SR   |                |
|                             | Orientale Sicula                               | 25.2 | 0.0  | SR   |                |